# Misbaha

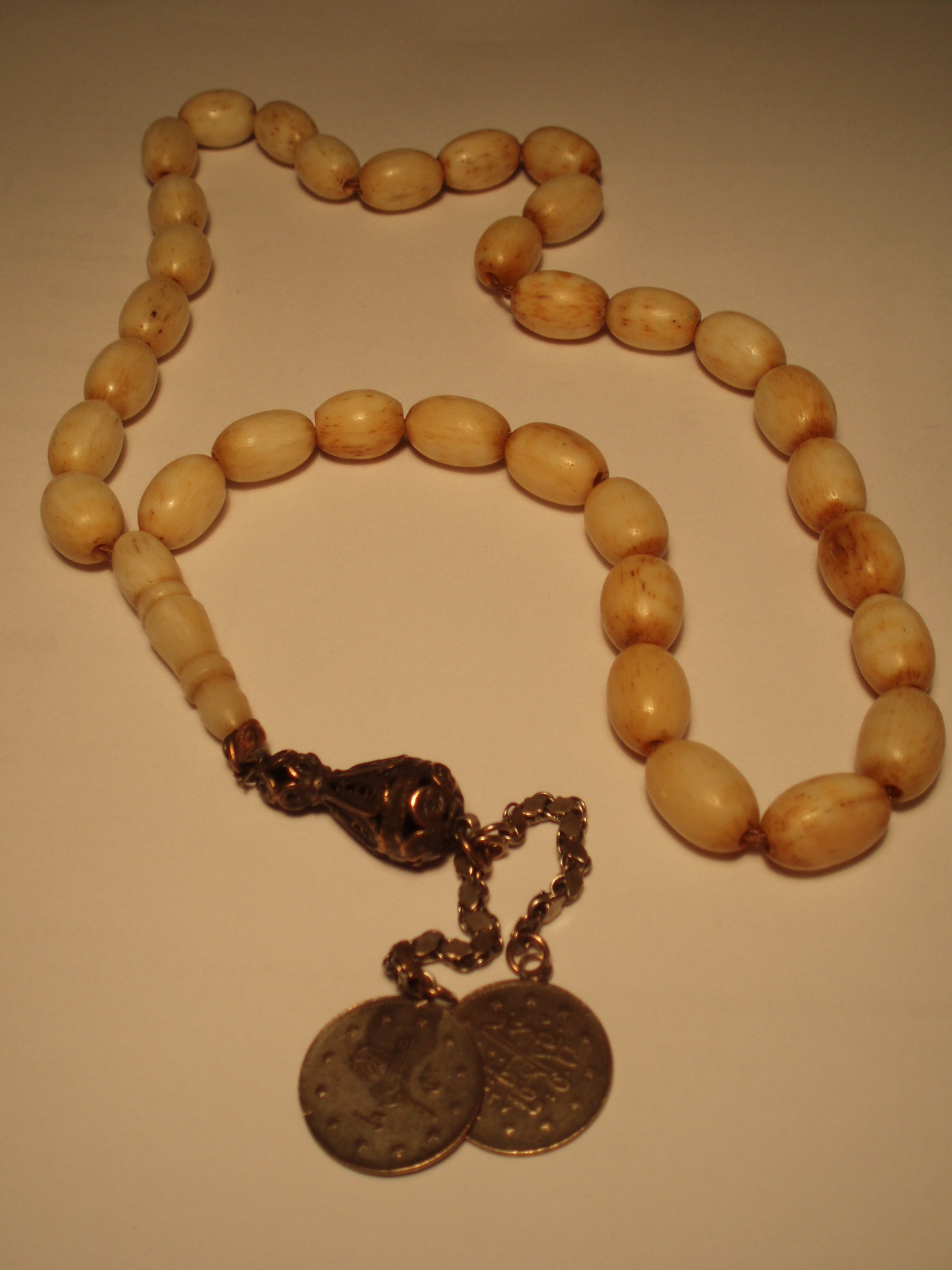
Misbaha o Tasbih.

Un masbaha o misbaha (en árabe: مِسْبَحَة,  misbaḥa, rosario) es una sarta, serie de cuentas o bolitas unidas por un hilo (objeto similar a un rosario), de uso tradicional entre los fieles de la religión islámica para llevar la cuenta en el número de repeticiones del tasbih. También se le conoce como subḥa (en árabe, سُبْحَة), tasbīḥ (en árabe,  تَسْبِيح) o tespih en Turquía, pero no debe confundirse con el dhikr del tasbih.

## Origen
El origen de la misbaha no es bien conocido. Según el antropólogo Malek Chebel, es posible que haya sido introducido por los sufíes en los dos primeros siglos del islam, inspirados en prácticas indoiraníes. Sin embargo, Chebel señala que, aunque la misbaha es ahora un objeto muy visible en el mundo musulmán, su origen es oscuro y no se encuentra ningún rastro de ella antes de la llegada del Islam. Además, ni los primeros comentaristas ni los escritores de hadices lo mencionan. Chebel también se preguntó si no habría sido introducido durante la Primera Cruzada.
También se ha sugerido que procede de la India, inspirado en el rosario o mala utilizado por hindúes y budistas. Parece ser que se utilizó primeramente en Irán, desde donde se extendió por el mundo islámico medieval.

## Características y uso
En general se trata de una ristra circular de 33 o 99 cuentas rematada por una borla. Las cuentas pueden ser de diferentes materiales (usualmente madera, marfil, perlas, huesos de frutos o simplemente plástico) y colores.
Se utiliza habitualmente para practicar el dikr o invocación repetida dirigida a Dios. El número de sus cuentas tiene relación con la recitación de los 99 nombres de Dios, aunque se usa para otros tipos de dikr como la invocación repetida de uno solo de los nombres o la repetición de fórmulas como subḥān Allāh («Dios es sublime», en árabe سُبْحَانَ ٱللَّٰهِ), al-ḥamdu li-llāh («alabado sea Dios», en árabe ٱلْحَمْدُ لِلَّٰهِ) y Allāhu ʾakbar («Dios es más grande», en árabe ٱللَّٰهُ أَكْبَرُ), pronunciada cada una de ellas 33 veces.
La misbaha o tasbih puede cumplir también la función de mantener las manos ocupadas (muchos musulmanes lo llevan constantemente en la mano o alrededor de la muñeca) o de servir de signo externo de islamicidad. Es corriente, por ejemplo, encontrarlo colgado en el espejo del automóvil o en las paredes de hogares y comercios musulmanes. Sin embargo, muchos cristianos del medio oriente lo usan también.

### Misbaha o Masbaha
El llamado en árabe misbaḥah, materialmente se parece a un pequeño collar de treinta y tres granos unidos entre sí.
Los granos son más bien grandes y de forma redonda u ovalada, con un orificio lo suficientemente grande, para dejar que las cuentas corran con facilidad en el hilo. El collar termina con un adorno o bien con tres o cuatro cuentas alargadas.
Teóricamente el misbaḥah  o masbaha debería estar formado por noventa y nueve granos, por cien incluso. Para hacerlo más liviano y llevadero se lo redujo a un tercio, quedando la obligación de repetirlo tres veces para completar el número exacto de noventa y nueve.
Este número, más bien simbólico, significa los noventa y nueve nombres o atributos divinos, además del mismo nombre de Dios. Por tanto, el fiel musulmán al desgranar tres veces su rosario invoca, oral o mentalmente, a Allah (Dios).
Tal práctica religiosa no es obligatoria; solamente es recomendada por el mismo Muhammad, en la siguiente aleya: “A Dios pertenecen los nombres más bellos. Invocadlo con ellos; y alejaos de quienes los aplican erróneamente. Serán recompensados de acuerdo a sus méritos” (Sura 7:180)
El número de noventa y nueve se encuentra escrito en un Hadît tomado de Abû Huraira con estas palabras: “A Dios pertenecen noventa y nueve nombres, (es decir) cien menos uno, porque Él es el Incomparable (o sea, el Único), ama (el ser cualificado con tales nombres) uno por uno: el que conoce los noventa y nueve nombres, entra en el paraíso”.

#### Lista de los nombres y atributos divinos
1. ALLÂH: DIOS.
2. ar-Rajmân: el Benefactor, el Misericordioso.
3. ar-Rajîm: el Compasivo.
4. al-Malik: el Rey.
5. al-Quddûs: el Santo.
6. as-Salâm: la Paz.
7. al-Mu’min: el Creyente.
8. al-Muhaimin: el Vigilante.
9. al-‘Azîz: el Poderoso, el Precioso.
10. al-Yabbâr: el Fortísimo.
11. al-Mutakabbir: el Soberbio, el Supremo.
12. al-Jâliq: el Creador.
13. al-Bâri’: el Hacedor de las cosas.
14. al-Musawwir: el Organizador, el Formador.
15. al-Ghaffâr: el Indulgente, el Perdonador por excelencia.
16. al-Qahhâr: el Dominador, el Irresistible.
17. al-Wahhâb: el Donador Perenne, el Donador Generoso.
18. al- Razzâq: el Dispensador de los bienes materiales y espirituales.
19. al-Fattâj: el Victorioso, el Juez, el Revelador.
20. al-‘Alim: el Conocedor de todo lo que es cognoscible.
21. al-Qâbid: Aquel que tiene en su puño todas las cosas.
22. al-Bâsit: el Dilatador de la vida y de los corazones de sus siervos.
23. al-Jâfid: Aquel que abaja y humilla.
24. ar-Rafî‘: Aquel que eleva en dignidad, el Elevado, el Excelso, el Sublime. En la lista de al-Gazâli se lee: ar-Râfi‘.
25. al-Mu‘izz: Aquel que da honor y fuerza.
26. al-Mudhill: Aquel que abaja y envilece.
27. as-Samî‘: el Escuchador.
28. al-Basîr: el Vidente.
29. al-Jakam: el que juzga, el Árbitro.
30. al-‘Adl: el Justo, Aquel que es la justicia suprema.
31. al-Latîf: el Benevolente, el Gracioso, el Sutil.
32. al-Jabîr: el Sagaz, el Bieninformado. Aquel que conoce los secretos más íntimos de las creaturas.
33. al-Jalîm: el Manso, lento para castigar.
34. al-‘Azîm: el Inaccesible, el Grandioso, el Magnífico.
35. al-Ghafûr: el Muy Indulgente, Aquel que perdona mucho.
36. ash-Shakûr: el Muy Reconocente, el Muy Agradecido.
37. al-‘Aliyy: el Alto, el Excelso.
38. al-Kabîr: el Grande, el Alto, el Inaccesible.
39. al-Jafîz: el Guardián Vigilante, el Custodio.
40. al-Muqît: el Alimentador, el Vigilante.
41. al-Jasîb: el Calculador, Aquel a quien se debe rendir cuenta.
42. al-Yalîl: el Majestuoso, el Digno de veneración.
43. al-Karîm: el Generoso.
44. ar-Raqîb: el Guardián Celoso, Aquel que observa y controla a todos y todo.
45. al-Muyîb: Aquel que recibe las plegarias y las escucha.
46. al-Wâsi‘: el Inmenso, Aquel que abraza todas las cosas.
47. al-Jakîm: el Sabio, el Prudente.
48. al-Wadûd: el Amabilísimo.
49. al-Mayîd: el Glorioso.
50. al-Bâ‘ith,: el Resucitador, el Revivificador, Aquel que hace revivir el día de la resurrección.
51. ash-Shahîd: el Testigo.
52. al-Haqq: el Real, la Verdad Suprema.
53. al-Wakîl: el Gerente, el Confidente.
54. al-Qawiyy: el Fuerte.
55. al-Matîn: el Indestructible.
56. al-Waliyy: el Amigo, el Protector, el Ayudante.
57. al-Jamid: el Digno de alabanza.
58. al-Mujsî: Aquel que conoce todas las cosas enumerándolas y que tiene poder sobre ellas.
59. al-Mubdi’: el Innovador.
60. al-Mu‘îd: Aquel que hace retornar a la existencia las creaturas ya aniquiladas.
61. al-Mujiî: Aquel que hace vivir.
62. al-Mumît: Aquel que hace morir.
63. al-Jayy: el Viviente.
64. al-Qai-iûm: el Subsistente.
65. al-Wâyid: el Opulento, el Perfecto, Aquel que no le falta nada y que no tiene necesidad de nada.
66. al-Mâyid: el Noble, el Alto, al que pertenece la soberanía y el poder.
67. al-Ajad: el Uno.
68. as-Samad: el Impenetrable, el Inmutable, el Eterno.
69. al Qâdir: el Potente.
70. al-Muqtadir: el Omnipotente.
71. al-Muqaddim: Aquel que acerca a quien quiere.
72. al-Mu’ajjir: Aquel que aleja a quien quiere.
73. al-Awwal: el Primero.
74. al-Ajîr: el Último.
75. az-Zâhir: el Manifiesto.
76. al-Bâtin: el Escondido, el Íntimo, el Inmanente.
77. al-Wâlî: el Reinante.
78. al-Muta‘âlî: el Altísimo, el Exaltado en triunfo, el Trascendente.
79. al-Barr: el Benéfico, Aquel que obra la piedad en los corazones y que es fuente de beneficios.
80. at-Tawwâb: Aquel que se arrepiente, que puede retornar sobre sus juicios.
81. al-Muntaqim: Aquel que se venga.
82. al-‘Afû: el Perdón, Aquel que perdona.
83. ar-Ra’ûf: el Compasivo.
84. Mâlik al-mulk: el Rey del reino del mundo y de las creaturas.
85. Dhû al-Yalâl wa-l-ikrâm: Aquel que tiene la majestad y la generosidad.
86. al-Muqsit: el Equitativo, el Justo en el día del Juicio.
87. al-Yâmi‘: el Reunificador.
88. al-Ghaniyy: el Rico, el Independiente de todos y de todo.
89. al-Mughnî: Aquel que enriquece las creaturas y las embellece con toda clase de perfecciones.
90. al-Mâni‘: el Defensor tutelar.
91. ad-Dârr: Aquel que puede herir.
92. an-Nâfi‘: Aquel que puede ser útil.
93. an-Nûr: la Luz.
94. al-Hâdî: Aquel que guía por el recto camino.
95. al-Badî‘: el Creador-Inventor.
96. al-Bâqî: Aquel que permanece, el Eterno que dura sin fin.
97. al-Wârith: el Heredero, a quien retorna todo lo que poseen las creaturas.
98. ar-Rashîd: el Conductor, Aquel que dirige al bien, que conduce con justicia y anda por la vía del bien.
99. as-Sabûr: el Pacientísimo.
Puede ser que algunos no sepan los atributos de memoria; en la práctica lo sustituyen recitando treinta y tres veces uno de aquellos atributos, o bien otras fórmulas religiosas breves y significativas, como por ejemplo: Allâhu Akbar (Dios es grande); al-jamdu li-l-Lâh (Dios sea alabado); Allâh ‘azîm (Dios es magnífico) ; Al Latîf (El Amable), etc.
Es muy importante que al momento de repetir los nombres, uno se concentre en el atributo del nombre y trate de entrar en un estado de conciencia profunda y aunque no es importante el lugar en donde se efectúen las repeticiones ayudaría mucho sí el ambiente es relajado. 
Si uno pasa las cuentas hacia dentro significa que el atributo, virtud o bendición que se está pidiendo es para uno mismo si es hacia fuera entonces es para alguien más.
Generalmente el Masbaha concluye recitando en la centésima cuenta la profesión de fe lâ ilâha illâ-l-Lâh: no hay otro dios más que el único Dios.
Allâh Kareem